# Eissporthalle Halle
Die Eissporthalle Halle war bis zu ihrer Schließung  die einzige im Land Sachsen-Anhalt. Neben Eishockey wurden bis 2013 Eislaufen, Eisdisco, Eiskunstlaufen und Eistanzen angeboten.

## Bau und Geschichte
Das Stadion wurde 1957 als offene Eisbahn eröffnet. 1967 wurde am heutigen Standort eine Kunsteisbahn in Betrieb genommen, die 1968 unter der Leitung des Betriebsteils Projektierung und Technologie des VEB BMK Chemie Halle mit einem Dach versehen wurde. Im Mai 1968 konnte die Halle rechtzeitig zu den Arbeiterfestspielen freigegeben und eröffnet werden. 1973 modernisierte man die Halle. Mit den Arbeiten beauftragte man das Zentrale Investitionsbüro Sportbauten des Staatssekretariats für Körperkultur und Sport in Berlin. 
Nach der Wende wurde die Halle geschlossen, da vom TÜV zahlreiche bauliche und technische Mängel festgestellt wurden.
Seit 1997 wurden mit Renovierungs- und Modernisierungsmaßnahmen begonnen und 1998 konnte die Eissporthalle nach umfangreicher Sanierung und Anpassung neu eröffnet werden. 
Seit 2008 erfüllte sie die Anforderungen für den professionellen Eishockeysport.

## Betrieb
Die Halle wurde durch die verschiedenen Eishockeyvereine von Halle, unter anderem durch die Saaleteufel, nach deren Insolvenz durch die Saale Bulls genutzt. 
Bei der Handball-Weltmeisterschaft der Männer 1974 wurden drei Vorrundenspiele der Gruppe D, ein Spiel der Hauptrunde I und ein Spiel der Platzierungsrunde in der umgebauten Eissporthalle ausgespielt.
Außerdem wurde die Halle für Eislaufunterricht im Rahmen des Unterrichtsfaches Sport genutzt.

## Hochwasser und Schließung
Durch das Hochwasser 2013 entstanden Schäden, die zur Einstellung des Betriebes und dem Neubau des Sparkassen-Eisdoms führten. Der Abriss der Eissporthalle begann am 15. Februar 2016.

## Technische Daten
- Größe Halle: 65 m × 93 m
- Größe Eisfläche: 30 m × 60 m
- Höhe: 25 m